# Distrito de Chengalpattu
El distrito de Chengalpattu (en tamil, செங்கல்பட்டு மாவட்டம்) es un distrito del estado indio de Tamil Nadu. Según el censo de 2011, su superficie actual tiene una población de 2 841 572 habitantes.
Se ubica en el noreste del estado y su capital es la ciudad de Chengalpattu.
El distrito fue creado el 29 de noviembre de 2019 al separarse la parte costera del distrito de Kanchipuram.

## Organización territorial
El distrito se divide en ocho taluks: Chengalpattu, Cheyyur, Madurantakam, Pallavaram, Tambaram, Thiruporur, Tirukalukundram y Vandalur. En cuanto a la autonomía local propia de las ciudades, en el distrito hay ocho ciudades que se organizan como municipios: Chengalpattu, Madurantakam, Tambaram, Pallavaram, Pammal, Anakaputhur, Maraimalainagar y Sembakkam.